# Матвеев, Николай Николаевич
Никола́й Никола́евич Матве́ев (псевдоним — Николай Матвеев-Бодрый; 24 декабря 1890 [5 января 1891], Владивосток, Российская империя — 22 ноября 1979, Москва, СССР) — русский и советский поэт, писатель, литературовед, географ, краевед, знаток истории Дальнего Востока. Действительный член Всесоюзного географического общества.

## Биография
Родился 24 декабря 1890 год (5 января 1891) во Владивостоке.
Второй сын Николая Матвеева-Амурского, известного дальневосточного писателя, краеведа и переводчика-япониста. Всего детей в семье родилось, помимо него, одиннадцать. Его младший брат, будущий поэт-футурист и переводчик Венедикт Матвеев (псевдоним — Венедикт Март), родился в 1896 году.
Псевдоним «Бодрый» взял в 1911 году во Владивостоке для публикации первого своего рассказа, увидев проходящий мимо эсминец «Бодрый».
В 1922—1924 годах Николай Николаевич Матвеев заведовал культурным отделом Дальбюро ЦК ВКП(б) и одновременно возглавлял рабочий клуб «Красный Октябрь» на станции «Чита 1». В Чите редактировал литературно-художественный и политический журнал «Факел творчества», боевой журнал «Рычаг». Писал стихи и рассказы, публиковался на страницах читинских газет и журналов. Написал и поставил на сцене клуба пьесу «Перед зарёю».
С 1924 года в Москве на литературной и культурно-просветительской работе. Позднее переселился в Детское Село (ныне Пушкин, в составе Санкт-Петербурга).
Был активным собирателем архива семьи Матвеевых, его личная библиотека была в 1982 году передана в Хабаровский краевой музей имени Н. И. Гродекова.
Часть материалов Матвеева хранится также в РГАЛИ: это и письма (его собственные и адресованные ему), и его автобиография, и материалы Николая Матвеева-Амурского.

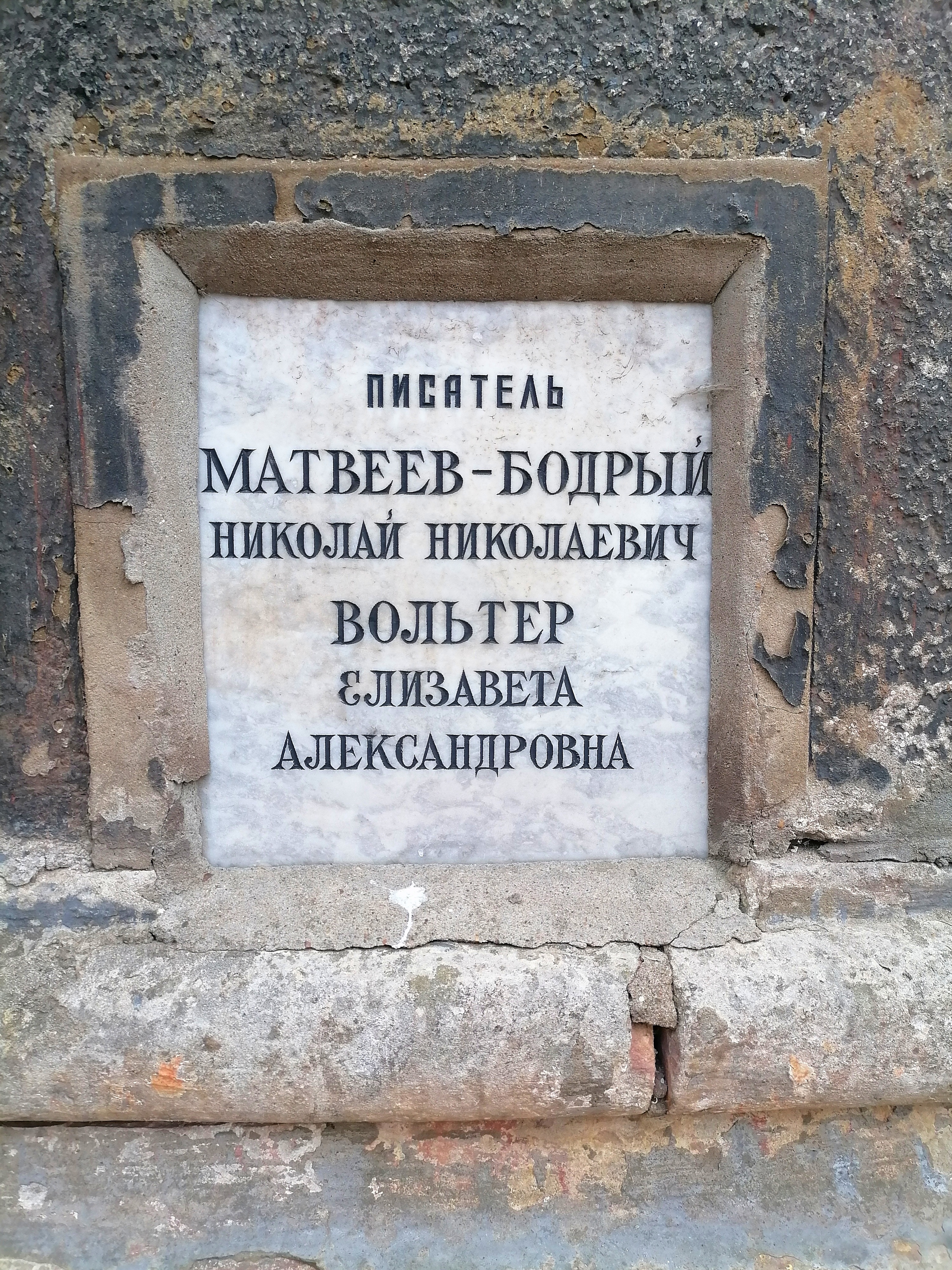
Захоронение на Донском кладбище

Является почётным гражданином Амурска. Умер 22 ноября 1979. Похоронен в 12 колумбарии на Донском кладбище в Москве.

## Семья
Был женат на поэтессе Надежде Орленевой, у них родились дочери Новелла (1934—2016; будущая известная поэтесса и бард), Роза, Светлана и сын Роальд.

### Статьи и очерки
- «Жизнь и творчество Н. А. Островского»
- «Ульяновец Б. О. Пилсудский — этнограф»
- «Жизнь, полная героизма и научных подвигов» (об адмирале С. О. Макарове)[1]